# Питерс, Эрик
Э́рик Пи́терс (нидерл. Erik Pieters, произношение [ˈeː.rɪk ˈpi.tərs]; род. 7 августа 1988, Тил, Гелдерланд) — нидерландский футболист, защитник английского клуба «Дерби Каунти». Выступал за национальную сборную Нидерландов.

## Клубная карьера

### «Утрехт»
В сезоне 2007/08 Питерс дебютировал в еврокубках, в июле в рамках Кубка Интертото. Он стал одной из звёзд «Утрехта», несмотря на ровный сезон для самой команды. Его уверенная игра привлекла внимание ПСВ.

### ПСВ
9 июля 2008 года было подтверждено, что чемпион Эредивизи ПСВ подписал контракт с Питерсом, сумма трансфера составила €2,5 млн. Эрик взял себе 14 номер, который ранее принадлежал арендованому у «Челси» Слободану Райковичу. За клуб из Эйндховена в чемпионате Питерс дебютировал в победном матче (5:1) против своего бывшего клуба. Его дебют в Лиге чемпионов пришёлся на матч с «Атлетико Мадрид». После яркого начала в ПСВ Эрик немного сбавил.
В следующем сезоне Питерс вернул себе место в стартовом составе и сыграл свою роль в беспроигрышной серии клуба, которая длилась два месяца до зимнего перерыва. Сезон для него был прерван на две недели из-за травмы колена. Эрик вернулся на поле в очень важном матче против «Аякса», но в перерыве был заменён из-за обострения травмы.

### «Сток Сити»
28 июня 2013 года «Сток Сити» объявил об официальном переходе 24-летнего левого защитника. Эрик подписал контракт на 4 года. Сумма трансфера составила 3,6 миллионов евро.

## Карьера в сборной
В 2007 году Питерс был призван в молодёжную сборную Нидерландов для участия в молодёжном чемпионате Европы 2007. Он не играл в первом матче против Израиля (победа 1:0), но вышел на замену во втором матче против Португалии (победа 2:1), что обеспечило сборной выход в полуфинал турнира и путёвку на Олимпийские игры 2008. В полуфинале против сборной Англии (1:1, 13:12 победа по пенальти) Питерс играл в стартовом составе, но позже был заменён, чтобы улучшить игру в атаке, а также из-за небольшой травмы. Он вернулся на поле в финальном матче против Сербии (победа 4:1) и помог своей команде защитить прошлогодний титул.
После завершения карьеры Джованни ван Бронкхорста Питерс стал основным левым защитником в национальной команде.
7 мая 2012 года Эрик Питерс был включён в предварительный список из 36 игроков для участие в Евро-2012, но не смог восстановиться после травмы ноги.

## Статистика

### Матчи Питерса за сборную Нидерландов
| Матчи Питерса за сборную Нидерландов | Матчи Питерса за сборную Нидерландов | Матчи Питерса за сборную Нидерландов | Матчи Питерса за сборную Нидерландов | Матчи Питерса за сборную Нидерландов | Матчи Питерса за сборную Нидерландов |
| ------------------------------------ | ------------------------------------ | ------------------------------------ | ------------------------------------ | ------------------------------------ | ------------------------------------ |
| №                                    | Дата                                 | Соперник                             | Счёт                                 | Голы Питерса                         | Соревнование                         |
| 1                                    | 11 августа 2010                      | Украина                              | 1:1                                  | —                                    | Товарищеский матч                    |
| 2                                    | 3 сентября 2010                      | Сан-Марино                           | 5:0                                  | —                                    | Чемпионат Европы 2012 (отбор)        |
| 3                                    | 8 октября 2010                       | Молдова                              | 1:0                                  | —                                    | Чемпионат Европы 2012 (отбор)        |
| 4                                    | 12 октября 2010                      | Швеция                               | 4:1                                  | —                                    | Чемпионат Европы 2012 (отбор)        |
| 5                                    | 17 ноября 2010                       | Турция                               | 1:0                                  | —                                    | Товарищеский матч                    |
| 6                                    | 9 февраля 2011                       | Австрия                              | 3:1                                  | —                                    | Товарищеский матч                    |
| 7                                    | 25 марта 2011                        | Венгрия                              | 4:0                                  | —                                    | Чемпионат Европы 2012 (отбор)        |
| 8                                    | 29 марта 2011                        | Венгрия                              | 5:3                                  | —                                    | Чемпионат Европы 2012 (отбор)        |
| 9                                    | 4 июня 2011                          | Бразилия                             | 0:0                                  | —                                    | Товарищеский матч                    |
| 10                                   | 8 июня 2011                          | Уругвай                              | 1:1                                  | —                                    | Кубок Конфратернидад 2011            |
| 11                                   | 2 сентября 2011                      | Сан-Марино                           | 11:0                                 | —                                    | Чемпионат Европы 2012 (отбор)        |
| 12                                   | 6 сентября 2011                      | Финляндия                            | 2:0                                  | —                                    | Чемпионат Европы 2012 (отбор)        |
| 13                                   | 7 октября 2011                       | Молдова                              | 1:0                                  | —                                    | Чемпионат Европы 2012 (отбор)        |
| 14                                   | 11 октября 2011                      | Швеция                               | 2:3                                  | —                                    | Чемпионат Европы 2012 (отбор)        |
| 15                                   | 29 февраля 2012                      | Англия                               | 3:2                                  | —                                    | Товарищеский матч                    |
| 16                                   | 7 июня 2013                          | Индонезия                            | 3:0                                  | —                                    | Товарищеский матч                    |
| 17                                   | 11 июня 2013                         | Китай                                | 2:0                                  | —                                    | Товарищеский матч                    |
| 18                                   | 4 сентября 2014                      | Италия                               | 0:2                                  | —                                    | Товарищеский матч                    |

Итого: 18 матчей / 0 голов; 13 побед, 3 ничьи, 2 поражения.

## Достижения
ПСВ
- Обладатель Кубка Нидерландов: 2011/12
- Обладатель Суперкубка Нидерландов: 2008

Сборная
- Чемпион Европы среди игроков младше 21 года (2007)